# 윤번
윤번(尹璠, 1384년~1448년)은 조선 전기의 문신이며 세조의 국구이다. 정희왕후의 아버지이며, 세조의 장인이자, 덕종, 예종의 외할아버지이다. 음보로 관직에 나아가 신천현감을 거쳐, 1428년(세종 10) 군기시판관(軍器寺判官)을 역임하였다. 딸이 수양대군의 부인이 되자 군기시부정(軍器寺副正)에 승진되고, 이어 공조참의가 되었다. 1434년 이조·호조의 참판, 경창부윤(慶昌府尹)을 거쳐 1439년 경기도관찰사·대사헌 등을 지냈다. 1440년 우참찬·공조판서에 이어 지중추원사가 되었으나 풍병으로 사직하고, 1447년 판중추원사가 되었다. 영의정에 추증되고 파평부원군(坡平府院君)에 추봉되었다.
시호는 정정(貞靖)이다. 본관은 파평(坡平).

## 가족관계
- 조부 : 윤척(尹陟)
  - 부 : 윤승례(尹承禮)-판도판서
  - 모 : 성여완(成汝完)의 딸(부-창령부원군 성여완,모-금성군부인 나씨, 조부-판도총랑 성군미, 조모-삼한국대부인 동복오씨)
  - 생모 : 권항(權恒)의 딸(부-지밀직 권항)
    - 형 : 윤규(尹珪)
    - 형 : 윤보로(尹普老)
    - 형 : 윤전(尹琠)
    - 부인 : 흥녕부대부인 인천 이씨(仁川李氏), 이문화(李文和)의 딸
      - 장녀 : 홍원용의 처 파평 윤씨(洪元用 妻 坡平 尹氏, 1399년) - 홍원용은 인수대비의 외숙부이다
      - 장남 : 윤사분(尹士昐, 1401년)
      - 차녀 : 성봉조의 처 파평 윤씨(成奉祖 妻 坡平 尹氏, 1403년) - 성봉조는 성삼문의 재종숙이자, 성녕대군의 처인 삼한국대부인의 사촌이다.
      - 차남 : 윤사윤(尹士昀, 1409년)
        - 친손자 : 윤보(尹甫) - 장경왕후의 조부

      - 삼녀 : 이연손의 처 파평 윤씨(李延孫 妻 坡平 尹氏, 1405년) - 이연손은 이항복의 5대조이다.
      - 사녀 : 이염의의 처 파평 윤씨(李念義 妻 坡平 尹氏, 1410년)
      - 오녀 : 오덕기의 처 파평 윤씨(吳慶基 妻 坡平 尹氏, 1412년)
      - 육녀 : 한계미의 처 파평 윤씨(韓繼美 妻 坡平 尹氏, 1417년) - 한계미는 한명회의 6촌이자, 성삼문의 고종사촌이다.
      - 칠녀 : 정희왕후 윤씨(貞熹王后 尹氏, 1418년 12월 8일)
      - 사위 : 제7대 세조
        - 외손자 : 추존왕 덕종
        - 외손자 : 제8대 예종

      - 삼남 : 윤사흔(尹士昕, 1422년)
        - 손자 : 윤숙겸(尹叔謙)
        - 손자 : 윤계겸(尹繼謙) - 문정왕후의 증조부
        - 손자 : 윤유의(尹由義)
        - 손자 : 윤유례(尹由禮)
        - 손자 : 윤유지(尹由智)